# Sentiero Italia
Il Sentiero Italia (SI) è un sentiero escursionistico di lunga percorrenza lungo 7960 km che attraversa le due grandi dorsali montuose della penisola italiana (Appennini e Alpi).

## Generalità

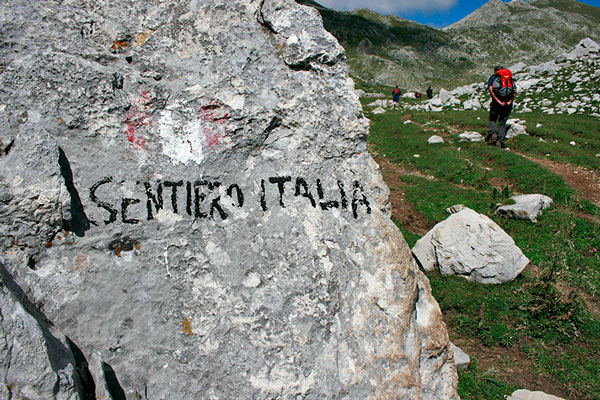
Segnale

L'idea originale nasce nel 1983 su intuizione di un gruppo di giornalisti e scrittori poi riunitisi nell'Associazione Sentiero Italia. In seguito, con la collaborazione del CAI, l'Associazione lancia poi nel 1995 l'evento CamminaItalia, aperto a tutti e guidato da Teresio Valsesia, Riccardo Carnovalini e Giancarlo Corbellini. Un gruppo di escursionisti parte dalla cittadina sarda di Santa Teresa di Gallura, in provincia di Sassari, per coprire gran parte del percorso in otto mesi. L'iniziativa è stata ripetuta nel 1999, questa volta con la collaborazione dell'Associazione Nazionale Alpini.
Nel 2018 il Club Alpino Italiano annuncia, d'intesa con l'Associazione Sentiero Italia, l'intenzione di recuperare e rilanciare il tracciato rinominandolo Sentiero Italia Cai. L'iniziativa prevede la raccolta delle informazioni sullo stato attuale del percorso e la progettazione, programmazione e realizzazione di tutti gli interventi necessari per la percorribilità (manutenzione, posa della segnaletica).
Il percorso, suddiviso in 527 tappe, parte dalla località di Santa Teresa di Gallura in provincia di Sassari e prosegue poi dalla Sicilia lungo tutta la dorsale appenninica e il versante meridionale delle Alpi fino a Muggia, in provincia di Trieste, utilizzando lunghi tratti di itinerari preesistenti quali la Grande Traversata delle Alpi, l'Alta Via dei Monti Liguri e la Grande Escursione Appenninica, attraversando in tutto 6 siti naturali UNESCO, 20 regioni e 360 comuni italiani.

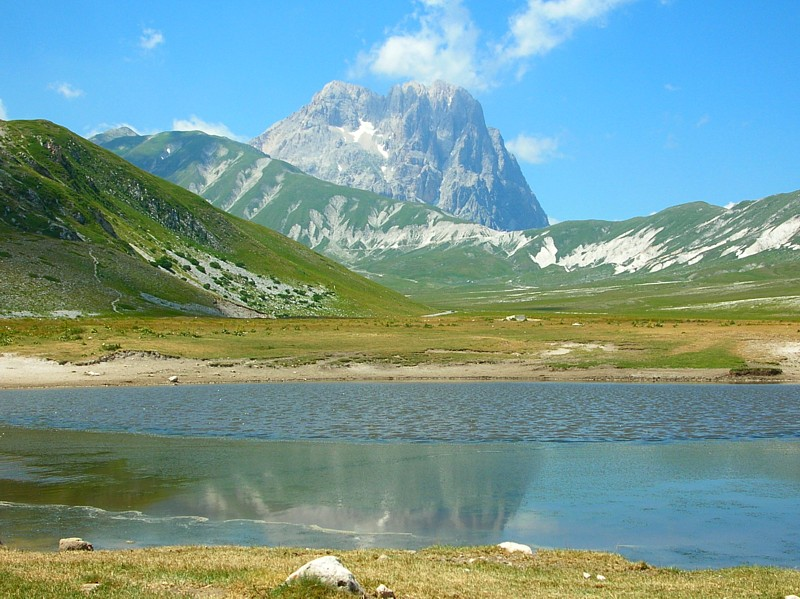
Tratto del SI a Campo Imperatore, sullo sfondo il Gran Sasso.

La Marmolada vista dal rifugio Contrin, posto tappa del Sentiero Italia.

## Escursioni complete[5]
Il primo "exploit" in solitaria è di Emilio Pizzocolo, 54 anni, un escursionista del CAI di Sesto San Giovanni con alle spalle un’intensa attività alpinistica. Pizzocolo percorre il tracciato in 226 tappe e definisce il CamminaItalia «Un’avventura infinita». La sua impresa viene documentata su “Lo Scarpone” con una foto in copertina e con un articolo del direttore della rivista, Teresio Valsesia.
L'escursionista e fotografo professionista Lorenzo Franco Santin ha compiuto l'intero percorso, a piedi e in solitaria, partendo il 30 marzo 2017 da Santa Teresa di Gallura e giungendo in località Lazzaretto, presso il confine tra l'Italia e la Slovenia, il 25 agosto. Santin seguì il tracciato "storico" del Sentiero Italia, tenendo una media di 54 km al giorno, effettuando delle deviazioni in situazioni in cui la privatizzazione dei terreni o il degrado dell'ambiente naturale non consentivano di proseguire secondo il percorso individuato dall'Associazione Sentiero Italia. 
Durante l’intero percorso, ha seguito un’alimentazione completamente vegana. 
L'anno precedente lo stesso Santin aveva tentato la stessa impresa partendo il 23 maggio, ma era stato costretto ad interrompere il cammino in Val Masino a causa delle avverse condizioni atmosferiche dopo aver percorso 4705 km in 121 giorni.
Renato Frignani inizia il suo viaggio in Italia in solitaria il 30 marzo 2019 camminando la GTE Elbana per poi iniziare il Sentiero Italia Cai da Santa Teresa di Gallura il 4 Aprile. A metà della catena costiera calabrese, Renato nota tra i sacchetti dell’immondizia un cucciolo di pastore maremmano. Lo salva e se ne prende cura decidendo di continuare il viaggio insieme a lui, Pulce. L'incontro con questo cane cambia tutta l’organizzazione logistica del viaggio. Gli eventi portano i due ad arrivare sulle Alpi Marittime in Piemonte in autunno avanzato il che crea diversi problemi per il proseguimento del cammino in sicurezza. Renato decide di continuare a camminare a quote più basse per evitare neve e ghiaccio, compiendo un tracciato che collega sentieri, forestali e strade carrozzabili. A intermittenza percorrono anche alcune varianti del Sentiero Italia Cai sul confine Italo-Svizzero e in Friuli. Raggiungono la località Lazzaretto di Muggia il 18 gennaio 2020 dopo 4513 km.
Elia Origoni percorre l'intero tracciato del Sentiero Italia CAI nel 2021, in solitaria ed in autonomia, eliminando completamente tutti i mezzi di trasporto e senza l'utilizzo di cartografia digitale. Parte da Santa Teresa di Gallura l'8 febbraio 2021, arrivando in località Lazzaretto il 10 ottobre dello stesso anno.
Per eliminare totalmente i mezzi di trasporto inquinanti, utilizza una barca a remi di tipo oceanico per affrontare le 185 miglia marine che separano la Sardegna alla Sicilia. Arrivato a Villasimius, attende una decina di giorni per avere una finestra di tempo ottimale per poter affrontare in quattro giorni il mare aperto. 100 ore di navigazione, senza supporto e senza contatti con la terra ferma, che lo portano a sbarcare a Trapani il 16 marzo. Due imbarcazioni più leggere ma sempre a remi verranno poi usate per attraversare lo Stretto di Messina ed il Lago Maggiore.
Per non utilizzare cartografia digitale, sono state impiegate 121 carte geografiche, tra carte escursionistiche ed IGM. Una scelta volta a far capire che è ancora possibile muoversi senza dover essere dipendenti da strumentazione elettronica.
Sara Bonfanti, nel 2022, è la prima donna a percorre l'intero tracciato in direzione contraria di come è stato concepito. Partita il 17 maggio 2022 dalla località Lazzaretto (Muggia), attraversa le Alpi da est a ovest per poi scendere lungo la dorsale appenninica fino a Reggio Calabria e da lì attraversare la Sicilia da Messina a Trapani e la Sardegna da Cagliari a Santa Teresa Gallura dove arriva il 17 dicembre dello stesso anno. Inizia il suo cammino con un amico, ma dopo breve continua in solitaria e in autonomia.
Il 24 maggio 2023 Oscar Danielli, ragazzo di 18 anni, parte da Lazzaretto con l'intento di completare l'intero tracciato fino in Sardegna in un unico viaggio dopo aver percorso a piedi oltre 400 km dalla sua casa nel comune di Pedemonte in provincia di Vicenza partendo a inizio mese. Questo sogno nato durante il terzo anno di scuola superiore l'ha portato a lavorare per due anni mettendo da parte i soldi necessari mentre perseguivano gli allenamenti tra pesistica, atletica e arti marziali oltre ad un costante rapporto con l'ambiente montano. Dopo oltre 7000 km e 10 mesi di cammino di cui 9 sul Sentiero Italia, affrontando cani randagi, vento a 70 nodi e compiendo 19 anni lungo il tragitto giunge a Santa Teresa di Gallura il 3 marzo dell'anno successivo senza aver usato mezzi eccetto quelli su acqua. Durante il tragitto in Piemonte con oltre 2000 metri di dislivello giornalieri ha contratto della bronchite che ha opportunatamente curato con degli antibiotici. Infine il viaggio di ritorno l'ha portato a compiere il percorso inverso passando dalla Sicilia e risalendo fino in Veneto alternando tratti a piedi con altri facendo uso dell'autostop. Dopo un anno dalla sua partenza ritorna nella sua valle compiendo gli ultimi chilometri a piedi da Arsiero fino a casa. Celebre la bandiera dell'Italia che si è portato a presso spesso usata come mantello con degli squarci dovuti alle condizioni atmosferiche. Nell'arco del suo viaggio ha conosciuto altri 3 ragazzi con l'intenzione di compiere il Sentiero Italia ma che infine si sono arresi tutti.

## Percorso

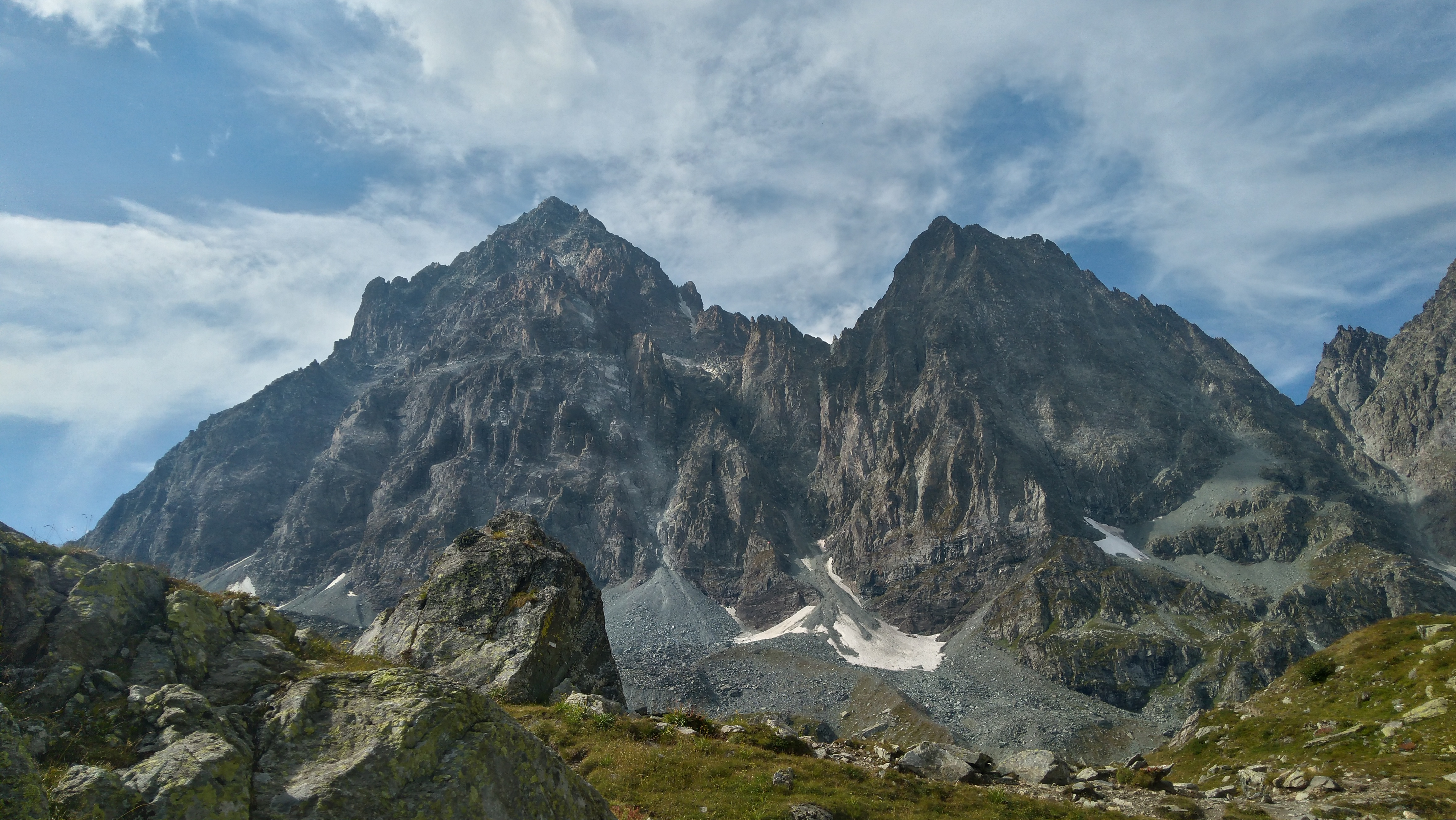
Tratto del SI ai piedi del Monviso, nei pressi del Lago Fiorenza.

Negli ultimi anni la segnaletica è stata uniformata, con un segnavia rosso-bianco-rosso con la scritta SI.
Per lunghi tratti, il Sentiero Italia Cai coincide in gran parte con sentieri preesistenti, in particolare:
- Grande Traversata delle Alpi in Piemonte;
- Alta Via dei Monti Liguri in Liguria;
- Grande Escursione Appenninica in Toscana;
- Sentiero del Brigante in Calabria.

Il percorso ufficiale, aggiornato contestualmente alle operazioni di manutenzione e ripristino ad opera di oltre 6000 volontari del CAI, è disponibile sul sito del Sentiero Italia, lanciato dal Club Alpino Italiano a febbraio 2019. La mappa del percorso è consultabile attraverso il sito sentieroitaliamappe.cai.it

## Pubblicazioni
La casa editrice Idea Montagna ha pubblicato una collana composta da 12 guide ufficiali (vedi bibliografia) scritte da diversi autori in collaborazione alle diverse sezioni del CAI interessate.
La cartografia ufficiale del Sentiero Italia CAI è stata realizzata in due versioni: una cartacea e una digitale.
- La cartografia digitale, ottimizzata per l’escursionismo e le attività outdoor, è rilasciata attraverso il sito mappadigitalesentieroitalia.it e l'applicazione APP Mappa Digitale del Sentiero Italia.
- La cartografia cartacea consta invece in una collana di 28 carte divise in 282 tavole a scala 1:50.000 realizzate dalla casa editrice 4LAND con il contributo degli autori delle guide ufficiali di Idea Montagna.